# Аваз твист тауер
Аваз твист тауер (Avaz Twist Tower; или АТТ зграда) је највиши облакодер Босне и Херцеговине. Градња облакодера започета је у Сарајеву 2006. и трајала је до 2008. Грађена је за потребе новинске агенције Дневни аваз.

## Највиша зграда Босне и Херцеговине
Аваз твист тауер саграђен је у четврти Маријиног двора, у којој се између осталог налази и здање Парламентарне скупштине и Савјета министара БиХ. Иницијативу за градњу високог небодера покренула је компанија Аваз, једна од највећих новинских кућа у Босни и Херцеговини. Идејно решење предложио је архитекта Фарук Капиџић. Поред висине, занимљива је и по својој стакленој извијеној фасади. Са својих 172 m налази се на 88. месту у Европи. Међутим по завршетку обнове Авалског торња, током октобра 2009, АТТ је на другом месту на списку највиших торњева на Балкану.